# Gus'-Khrustal'nyy (huyện của Vladimir)
Huyện Gus'-Khrustal'nyy (tiếng Nga: ? райо́н) là một huyện hành chính tự quản (raion), của Tỉnh Vladimir, Nga. Huyện có diện tích 16 kilômét vuông, dân số thời điểm ngày 1 tháng 1 năm 2000 là 73400 người. Trung tâm của huyện đóng ở Gus'-Khrustal'nyy.